# Horno de solera

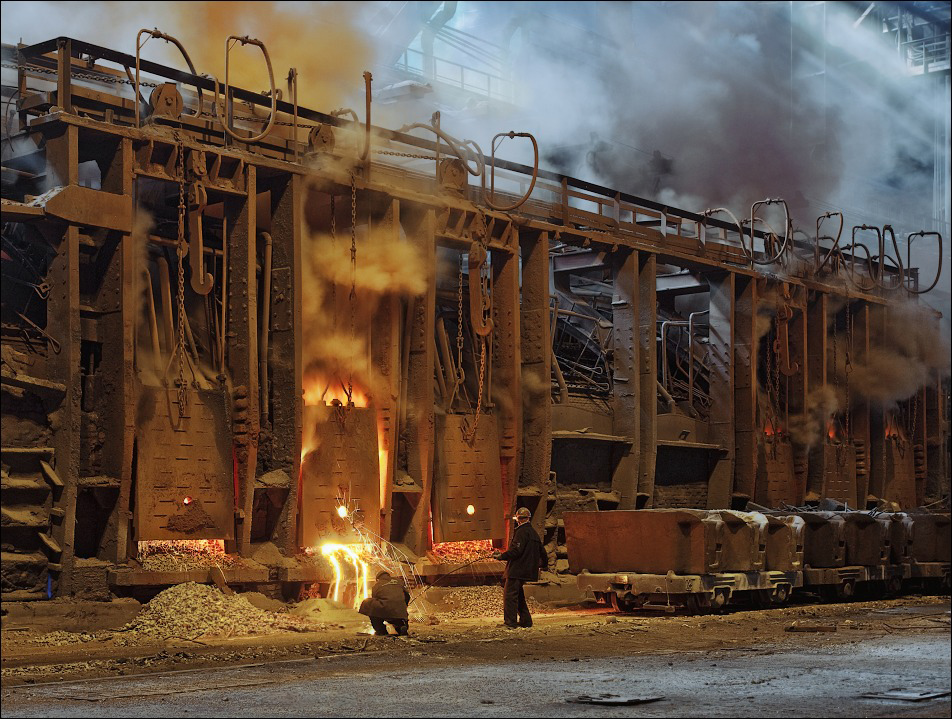
Trabajadores de hornos de solera en Ucrania tomando una muestra de acero, c. 2012

Los hornos de solera abierta son uno de varios tipos de hornos en los que el exceso de carbono y otras impurezas del arrabio se queman para producir acero. Dado que el acero es difícil de fabricar debido a su alto punto de fusión, los combustibles y hornos normales eran insuficientes y el horno de solera abierta se desarrolló para superar esta dificultad. En comparación con el método Bessemer, al que desplazó, sus principales ventajas eran que no expone el acero a un exceso de nitrógeno (que haría que el acero se volviera quebradizo), es más fácil de controlar y permite la fusión y refinación de grandes cantidades de chatarra de hierro y acero.
El horno de solera abierta fue desarrollado por primera vez por el ingeniero de origen alemán Carl Wilhelm Siemens. En 1865, el ingeniero francés Pierre-Émile Martin obtuvo una licencia de Siemens y aplicó por primera vez su horno regenerativo para fabricar acero. Su proceso se conocía como el proceso Martin-Siemens, y el horno como un horno de "solera abierta". La mayoría de los hornos de solera abierta dejaron de funcionar a principios de la década de 1990, sobre todo debido a su lento funcionamiento, siendo reemplazados por el horno de oxígeno básico o el horno de arco eléctrico.

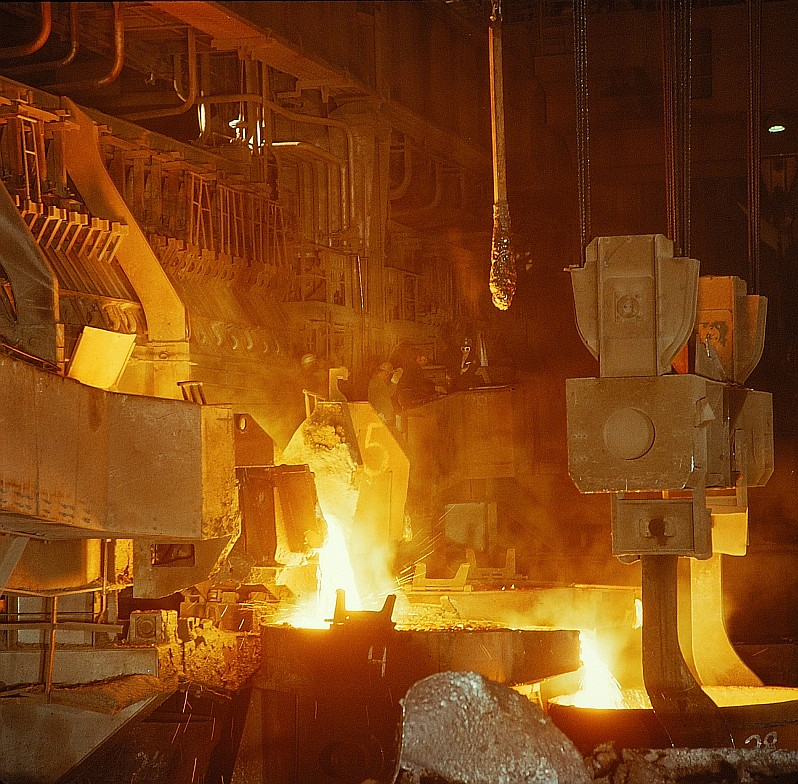
Descarga de horno de solera, VEB Rohrkombinat Riesa, Alemania del Este, 1982

El ejemplo más antiguo de acería de solera abierta se encuentra hace unos 2000 años en la cultura del pueblo Haya, en la actual Tanzania, y en Europa en la fragua catalana, inventada en España en el siglo VIII. Es habitual limitar el término a ciertos procesos siderúrgicos del siglo XIX y posteriores, excluyendo así de su aplicación las floromías (incluida la fragua catalana), las forjas artísticas y los hornos de pudelado.

## Proceso de solera abierta
El proceso de solera abierta es un proceso por lotes. Primero se inspecciona el horno para detectar posibles daños. Una vez que está listo o reparado, se carga con chatarra liviana, como láminas de metal, vehículos triturados o desechos de metal. El horno se calienta con gas ardiente. Una vez que la carga se ha derretido, se agrega chatarra pesada, como chatarra de construcción, metal de descarte o molienda de acero, junto con arrabio de altos hornos. Una vez que todo el acero se ha derretido, se agregan agentes formadores de escoria como piedra caliza. El oxígeno en el óxido de hierro y otras impurezas descarbura el arrabio al quemar el exceso de carbono, formando acero. Para aumentar el contenido de oxígeno del lote, se puede agregar mineral de hierro.
El proceso es mucho más lento que el del convertidor Bessemer y, por lo tanto, más fácil de controlar y tomar muestras para evaluar la calidad. La preparación de un lote suele llevar de ocho a ocho horas y media, y (más) horas para finalizar la conversión en acero. Como el proceso es lento, no es necesario quemar todo el carbono como en el proceso Bessemer, pero el proceso puede terminarse en cualquier punto cuando se haya alcanzado el contenido de carbono deseado.

## Historia
Sir Carl Wilhelm Siemens desarrolló el horno regenerativo Siemens en la década de 1850 y afirmó en 1857 que estaba recuperando suficiente calor para ahorrar entre el 70% y el 80% del combustible. Este horno funciona a alta temperatura utilizando un precalentamiento regenerativo de combustible y aire para la combustión. En el precalentamiento regenerativo, los gases de escape del horno se bombean a una cámara que contiene ladrillos, donde el calor se transfiere de los gases a los ladrillos. Luego, el flujo del horno se invierte para que el combustible y el aire pasen a través de la cámara y sean calentados por los ladrillos. A través de este método, un horno de solera abierta puede alcanzar temperaturas lo suficientemente altas como para fundir acero, pero Siemens no lo usó inicialmente para eso.
En 1865, el ingeniero francés Pierre-Émile Martin obtuvo una licencia de Siemens y aplicó por primera vez su horno regenerativo para fabricar acero. La característica más atractiva del horno regenerativo de Siemens es la rápida producción de grandes cantidades de acero básico, que se utiliza, por ejemplo, para construir edificios de gran altura. La capacidad habitual de los hornos es de 50 a 100 toneladas, pero para algunos procesos especiales pueden tener una capacidad de 250 o incluso 500 toneladas.